# بسته تخم

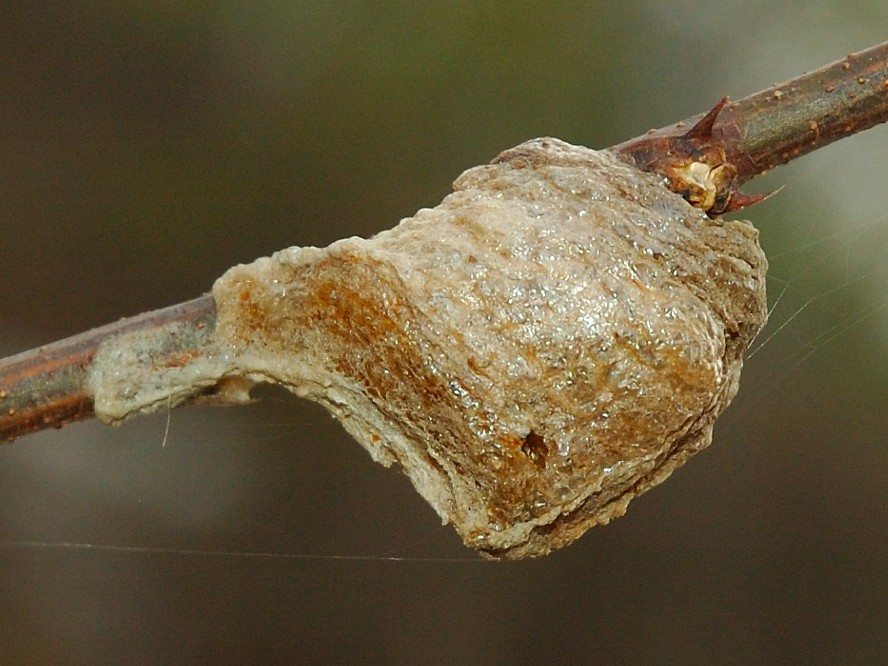
مانتیس ootheca

بستهٔ تخم (به انگلیسی: Ootheca)، نوعی توده تخم است که توسط هر عضوی از گونه‌های مختلف از جمله نرم‌تنان (مانند Turbinella laevigata)، آخوندک‌ها و سوسک‌ها ساخته می‌شود.
این واژه ترکیبی لاتینی از oo- به معنای «تخم‌مرغ» از واژهٔ یونانی ōon (ر. لاتین ovum) است و theca، به معنای «پوشش» یا «ظرف»، از واژهٔ یونانی theke. Ootheke یونانی برای تخمدان است.
بستهٔ تخم (ootheca) از تخم‌ها در برابر میکروارگانیسم‌ها، انگل‌واره‌ها، شکارگران و آب و هوا محافظت می‌کند. بستهٔ تخم تعادل آب پایداری را از طریق تغییر در سطح خود حفظ می‌کند، زیرا در آب و هوای خشک برای محافظت در برابر خشک‌شدن و در آب و هوای نمناک برای محافظت در برابر اشباع بیش از اندازه سوراخدار است. ترکیب و ظاهر آن بسته به گونه و محیط متفاوت است.